# 藉由教而學
藉由教而學(德語：Lernen durch Lehren，簡稱LdL, Learning by teaching)或者称作教中学是一種教學方法。這種教學方法由現於德國爱希施泰特大學之教授让-波·马丁所創立，讓學生透過親自準備課程及對同學進行教學，從而學會知識。有些教師甚至從第一堂課到最後一堂課都使用此種教學方法。這種教學法與口頭報告並不相同，因此不要把兩者相混淆。

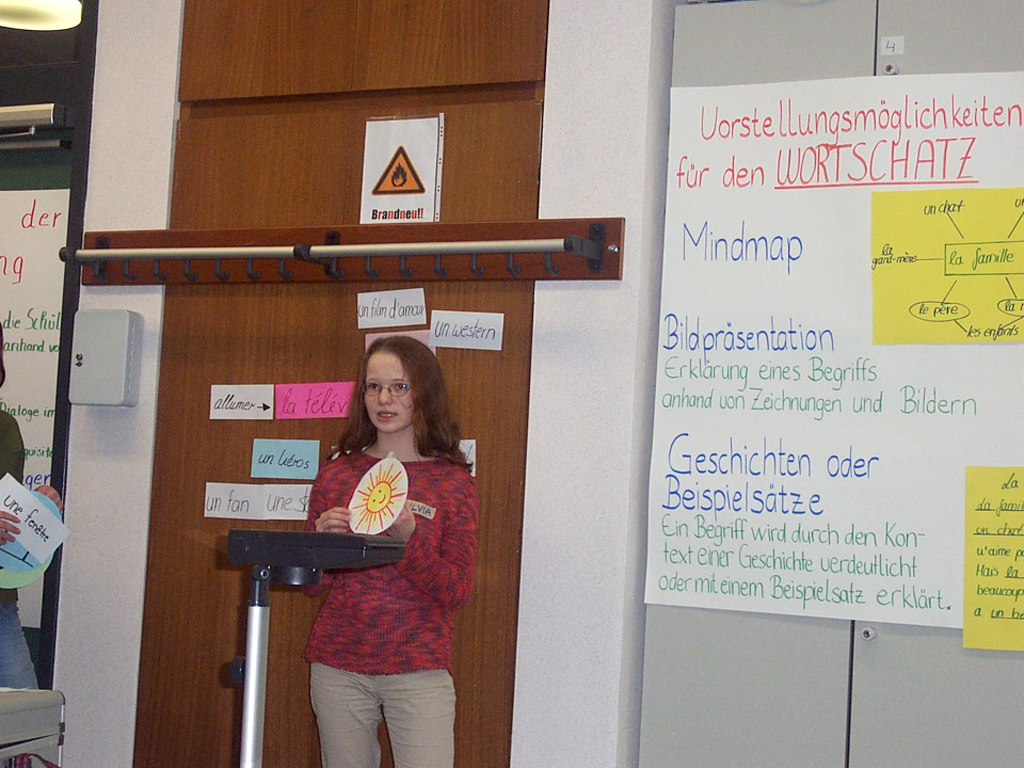
LdL im Fremdsprachenunterricht: Schülerin bittet die Klasse, Beispielsätze zu bilden.

## 歷史背景
這種教學觀念並非新創。在19世紀時此種教學法已經被蘭卡斯特(Lancaster)學校採用。1971年第一本有關此教學法的書籍在美國問世(Gartner為作者)，而在德國則有R.Krüger撰寫相關書籍，在1975年出版(Kinkhardt出版社)。
不過一直要到1980年代初期，此教學法才由Jean-Pol Martin在法語教學中及透過許多文章發表來墊定其根基。這個教學法也被其他學者採納及研究(A. Renkel, 1997)。直到1987年Jean-Pol Martin和上千位教師合作成立聯絡網，此教學法於是散播開來，在各個學科裡都被廣泛運用及研究。2001年開始此教學法因為德國的教育改革而更加受到重視。

## 由於缺少师资而使用LDL
1795年，苏格兰人安德鲁贝尔[1]通过自己在马德拉斯的观察和实践写了一本介绍相互教学法的书。伦敦的约瑟夫兰开斯特接受了这个教学法并在他自己的学校进行了实践。在1815年，这种方法被介绍到了法国的“écoles mutuelles ” ，因为学生越来越多，而训练有素的教师相对缺乏。1830年法国大革命结束以后， 2000所“écoles mutuelles ”学校相继在法国注册。由於法国行政当局中的政治变革，一些“écoles mutuelles ”迅速减少并且被边缘化。需要指出的是，贝尔兰卡斯特学校的教学水平很低。回过头来看看，水平低可能是因为当时教学过程完全交给授课生，并没有教师监督和支持整个教学过程。

## 为改善教学效果所作的尝试
最初的为改善教学效果而进行LDL的尝试是在19世纪末期的时候。
选择性的描述和研究
对LDL进行的真正的研究始于20世纪中期，但只是一些选择性的描述和研究，如：1971年美国的Gartner2，1975年德国的Krüger3，1985年Wolfgang Steining4，1986年 Udo Kettwig5 ，1988年Theodor F. Klassen6 ，1997年 Ursula Drews7 和A. Renkl 8。
作为一种全面的教学法
自1980年代开始，由於Jean-Pol Martin在诸多学术著作中系统地对LDL教学法进行了论述，使其具有了理论支持，这个教学法得到了更多人的注意9。1987年他创立了一个由上千名教师组成的网络，这些教师都在不同的学科教学中实践LDL教学法。他们详细地记录了LDL教学法的实施过程和实施结果10。从2001年开始，由於LDL教学法得到德国教育改革运动的肯定，这种教学法有了越来越多的支持者。